# Macrocera penicillata
Macrocera penicillata is een muggensoort uit de familie van de Keroplatidae. De wetenschappelijke naam van de soort is voor het eerst geldig gepubliceerd in 1857 door Costa.